# Retablo mayor del Convento de Santo Domingo (Ribadavia)
El retablo mayor del Convento de Santo Domingo es una obra realizada por Francisco de Castro Canseco en 1712. Está ubicado en la iglesia del Convento de Santo Domingo de Ribadavia, en Orense (Galicia, España).

## Historia

### Origen
Una importante dama de Ribadavia, Leonor María de Córdoba y Bazán, viuda del conde de Ribadavia Miguel Sarmiento de Mendoza y tutora de Miguel Sarmiento de Mendoza y Córdoba, heredero de los estados del condado, haciendo uso de los derechos de patronato que poseía sobre el Convento de Nuestra Señora del Rosario de Ribadavia (Convento de Santo Domingo), otorgó contrato el 23 de abril de 1712: 313  (25 de abril según José Couselo Bouzas): 261  con el maestro Francisco de Castro Canseco para la fábrica de un retablo con destino a la capilla mayor de la iglesia conventual bajo las siguientes condiciones: «Primeramente es condición que dicho retablo se ha de hacer en forma pentagonal como está la capilla y se refiere en la dicha planta con seis columnas salomónicas en el primer cuerpo con su pedestal y cornisa con todo el adorno detallado que por su diseño se conoce = Es condición se ha de hacer una caja grande en el medio de dicho retablo: y en el primer cuerpo adonde se hade colocar Ntra.Señora del Rosario, ntro. Padre Santo Domingo y Santa Cathalina de Sena, que an de estar de rodillas, tomando los rosarios las dos ymagenes de manos de Ntra. Señora y su Santísimo hijo: Y el mismo se han de fixar otras cuatro cajas en los intercolunios a donde se han de poner cuatro santos de bara y media de alto adornando todo […] al nivel de la caja de Nuestra Señora se ha de hacer una custodia con dos columnas arbotantes con su cornija y tarjeta con las tres virtudes [...] en el segundo cuerpo, en el remate, que es el que cierra la bóveda y el plomo de la caja de Nuestra Señora se ha de hacer otra caja capaz para un Santo Cristo de vara y media y se han de guarnecer las rampantes de la bóveda con todas sus lunetas […] dejando quatro ochavos, quatro ventanas para luz del tamaño que pareciere más conbeniente […]». Toda la obra sería concertada en 23 000 reales de vellón, hallándose el contrato en el tercer folio del protocolo de Juan de Fiuza, conservado en la caja 3277 del Archivo Histórico Provincial de Orense.: 314 : 180–182 

### Desmantelamiento y restauración
A comienzos de la década de 1960, el retablo sería desmantelado por hallarse invadido por la polilla y también con el fin de despejar la capilla mayor y permitir la entrada de luz natural a través de los veinte ventanales góticos ubicados en el ábside central, divididos en dos filas y en grupos de dos, dieciséis de ellos hasta entonces tapiados por la estructura, todo ello motivado a su vez por la conversión de la iglesia en templo parroquial.: 182  Esta maniobra supuso la pérdida de alrededor de tres cuartas partes del retablo, del que únicamente se conserva íntegra la sección central inferior, sometida en 2016 a un proceso de limpieza y restauración, incluyendo una nueva instalación eléctrica donada por Amando Martínez de Año, miembro de la asociación Amigos del Patrimonio Religioso de Ribadavia, presentada en septiembre de 2016 y encargada de  llevar a cabo la obra, la cual además constituyó su primera actuación, en la que aparte de efectuarse tareas de conservación del retablo se procedió a la limpieza del exterior del templo, labores que supusieron un importe de 14 826 euros. La restauración, realizada en un periodo de casi dos meses, corrió a cargo de Vania López Arias, quien en un intento por devolver la obra a su estado original, investigó la posibilidad de que las partes desaparecidas se hallasen repartidas en otros templos. Pese a que estas piezas nunca aparecieron, López sí logró recuperar las tres imágenes que originalmente presidían el conjunto, dispuestas por separado para servir de decoración al muro ubicado junto a la sacristía; tras el desmantelamiento del retablo la sección central, compuesta por una hornacina, pasó a quedar ocupada por una imagen de Cristo crucificado, pieza que sería desinstalada con el fin de que la sección superviviente de la estructura luciese tal y como había sido concebida.

## Descripción

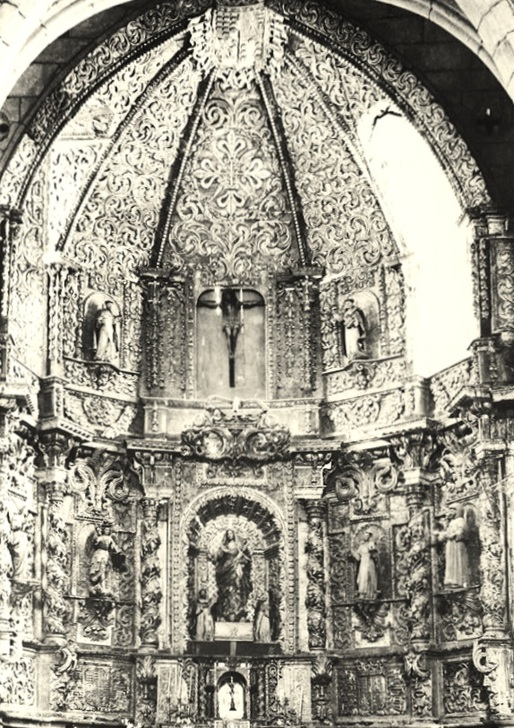
Fotografía del retablo con su composición original.

La traza del retablo, la cual se ajustaba perfectamente a los criterios artísticos habituales en el catálogo de Canseco,: 254  contaba originalmente con un cuerpo ochavado dividido en cinco calles, ático separado también en cinco calles, predela y altar. En la calle central se hallaba una hornacina de medio punto presidida por una imagen de Nuestra Señora del Rosario acompañada a los pies por sendas imágenes de Santo Domingo y Santa Catalina en actitud de recibir el rosario que la Virgen les entregaba, única sección del retablo que ha llegado a nuestros días junto con algunas piezas sueltas.: 182  En las calles laterales, sobre superficies planas decoradas con arcos de medio punto levemente perfilados, se hallaban tallas de bulto redondo separadas por artísticos pilares salomónicos ricamente decorados con motivos vegetales en relieve y coronados por capiteles de orden compuesto: a la izquierda San Juan y San Miguel, y a la derecha Santo Tomás de Aquino y San Francisco de Asís.
Sobre la hornacina central se apoyaba una monumental pieza de rocalla la cual fue reemplazada tras el desmontaje del conjunto por otra más simple, si bien sí se han conservado el sagrario y la predela de la sección central, la cual se dividía en cinco calles del mismo modo que el cuerpo y el ático, destacando elaborados motivos de rocalla los cuales cubrían los netos en los que se apoyaban las columnas. En lo tocante al ático, este presentaba forma ochavada al igual que el cuerpo y la predela, coronándose con una gigantesca cúpula adaptada a las dimensiones del ábside y recubierta de ornamentos a imagen y semejanza del resto de la estructura, la cual hacía gala de tal profusión de detalles que el retablo casi llegaba a confluir en el churrigueresco. Dividido por columnillas de base cuadrada, el ático se encontraba presidido por una imagen del Santo Cristo custodiada por las tallas de Santo Domingo y San Vicente Ferrer en las calles anexas, estando las de los extremos vacías por hallarse en ellas sendas oquedades en las que cuatro ventanas  (dos a cada lado) dejaban entrar luz natural, mientras que las dieciséis ventanas restantes quedaban totalmente cubiertas por el retablo, con toda la estructura coronada en la clave por el escudo de los condes de Ribadavia, presente a su vez en las secciones de la predela correspondientes a las calles anexas a la central.
En lo tocante a la única parte del retablo que se conserva, esta posee una delicada policromía en tonos azul y rosa pastel en perfecta armonía con el dorado de las columnas, la hornacina, el marco y el coronamiento. Respecto a las tallas, estas constituyen una copia del grupo tallado por Canseco en 1708 para el retablo del Rosario de la Iglesia de Santo Domingo de Orense, del que tan solo se conserva la imagen de la Virgen, considerada una de las mejores piezas del catálogo del artista. En ambas María figura sosteniendo al Niño Jesús con la mano izquierda mientras con la derecha sujeta un rosario, estando la Virgen de Ribadavia ataviada con una túnica rojiza, un manto azul ultramar y un velo en color hueso, todo ello plagado de pliegues muy angulosos y de gran movimiento gracias al vuelo del manto y a la flexión de la pierna izquierda en un claro contrapposto, si bien la imagen se muestra en una pose un tanto inestable debido a la verticalidad de los drapeados, dispuestos en forma de zigzag. Las facciones de la Virgen son delicadas aunque sus rasgos firmes y estilizados, estando la faz enmarcada por una melena en color castaño dispuesta sobre los hombros en elaborados bucles. En lo que atañe al infante, este aparece desnudo y con el cuerpo en disposición eminentemente frontal, mostrando la mano derecha asida al velo de su madre y la izquierda extendida, en la que posiblemente portaba un rosario al igual que la imagen orensana. La talla carece de aureola o corona y cuenta con una peana compuesta por las cabezas aladas de tres serafines emplazadas sobre nubes al mejor estilo de Gregorio Fernández, aunque con una evidente evolución. Por su parte, las imágenes de Santo Domingo y Santa Catalina hacen gala de una menor calidad y se limitan a fungir de acompañamiento a la talla mariana, exhibiendo una pose un tanto forzada y hierática a la vez que un juego de pliegues menos elaborado, lo que sugiere la participación del taller del maestro, el cual debió de facturar las imágenes homónimas del grupo orensano, pues de acuerdo con el contrato de esta obra, dichas imágenes no fueron talladas por Canseco.: 260–261 
Anteriormente destacaban flanqueando la hornacina dos imágenes que formaban parte del primer cuerpo del retablo: San Juan y San Francisco de Asís, ya presentes a ambos lados de la estructura con anterioridad a los trabajos de restauración, resultando la imagen del santo franciscano muy similar a la talla homónima presente en el retablo mayor de la Iglesia de Santo Domingo de Orense, obra de Canseco en 1709. Sumado a lo anterior, otras dos imágenes inicialmente presentes en el retablo, Santo Domingo y Santo Tomás de Aquino, se hallaban dispuestas sobre peanas en los laterales del ábside central; en 2024 ambas tallas serían retiradas al igual que las peanas, siendo la figura de Santo Tomás de Aquino colocada junto a la hornacina en sustitución de la talla de San Francisco de Asís. Por su parte, otras dos imágenes que en origen formaron parte del retablo se encuentran hoy día en el retablo de San Miguel (San Miguel y San Vicente Ferrer), ubicado en el muro del evangelio, mientras que la imagen de Cristo crucificado emplazada con anterioridad en la hornacina se conserva actualmente en el muro de la epístola, junto a la sacristía.